# Sha Guoli
Sha Guoli (沙國利S, Shā GuólìP; 30 agosto 1960) è un ex cestista cinese.

## Carriera
Con la Cina ha disputato i Giochi olimpici di Seul 1988 e i Campionati del mondo del 1986.